# توم برادفورد
توم برادفورد (بالإنجليزية: Tom Bradford)‏ هو سياسي أمريكي، ولد في 13 فبراير 1869، وتوفي في 22 أغسطس 1932.